# Besoin d'amour (chanson)
Pour les articles homonymes, voir Besoin d'amour.
Singles de France Gall
Si, maman si
(1977) Il jouait du piano debout
(1980)
Clip vidéo
[vidéo] « France Gall - Besoin d'amour - Archive INA », sur YouTube
Besoin d'amour est un titre de France Gall, composé par Michel Berger, et écrit par Luc Plamondon. Ce single 45 tours sorti en janvier 1979 est un extrait du double album opéra-rock Starmania de 1979,.

## Histoire
Cette chanson d'amour (chantée en duo avec Daniel Balavoine - lors du spectacle live uniquement) après le coup de foudre entre le terroriste Johnny Rockfort (Daniel Balavoine) et Cristal (France Gall),, est écrite par Luc Plamondon et composée par Michel Berger (pour son épouse France Gall, qu'il a épousée en 1976) et pour leur opéra-rock Starmania « Son regard a croisé mon regard, comme un rayon laser, j´ai été projetée quelque part, ailleurs que sur la Terre, au secours, j´ai besoin d´amour, au secours, j´ai besoin d´amour, avec lui j´ai envie de danser, pieds nus dans la lumière, j´ai envie de marcher sur la mer, de planer dans les airs, au secours, j´ai besoin d´amour... ».
Après l'important succès du spectacle et album live Made in France de Michel Berger en 1978, l'opéra-rock Starmania est un triomphe au Palais des congrès de Paris en 1979. France Gall y interprète également les deux titres Monopolis (Dans les villes de l'an 2000) (de la face B de son single) et Quand On N'a Plus Rien À Perdre, à nouveau en duo avec Daniel Balavoine. Besoin d'amour est également paru en maxi 45 tours (avec un vinyle bleu translucide). D'abord absent de l'édition originale du double album,, elle figurera sur les rééditions à partir de 1979.
Le single s'est vendu à plus de 100 000 exemplaires en France.

## Liste des titres
| A. | Besoin d'amour                           | Luc Plamondon | Michel Berger | 4:56 |
| B. | Monopolis (Dans les villes de l'an 2000) | Luc Plamondon | Michel Berger | 4:30 |

## Classements
| Classement (1979) | Meilleure position |
| ----------------- | ------------------ |
| France (IFOP)     | 21                 |
| Québec (ADISQ)    | 4                  |

| Classement (2018)            | Meilleure place |
| ---------------------------- | --------------- |
| France (SNEP) Téléchargement | 53              |

| Classement (1979) | Meilleure place |
| ----------------- | --------------- |
| France (IFOP)     | 85              |

## Musiciens
- Jannick Top : bassiste
- André Ceccarelli : batteur
- Jacky Tricoire : guitare

## Historique de sortie
| Pays   | Date         | Format                  | Label      |
| ------ | ------------ | ----------------------- | ---------- |
| France | janvier 1979 | 45 tours, maxi 45 tours | Atlantic   |
| Canada | 1979         | 45 tours                | Kébec-Disc |